# Ernst Immanuel Bekker

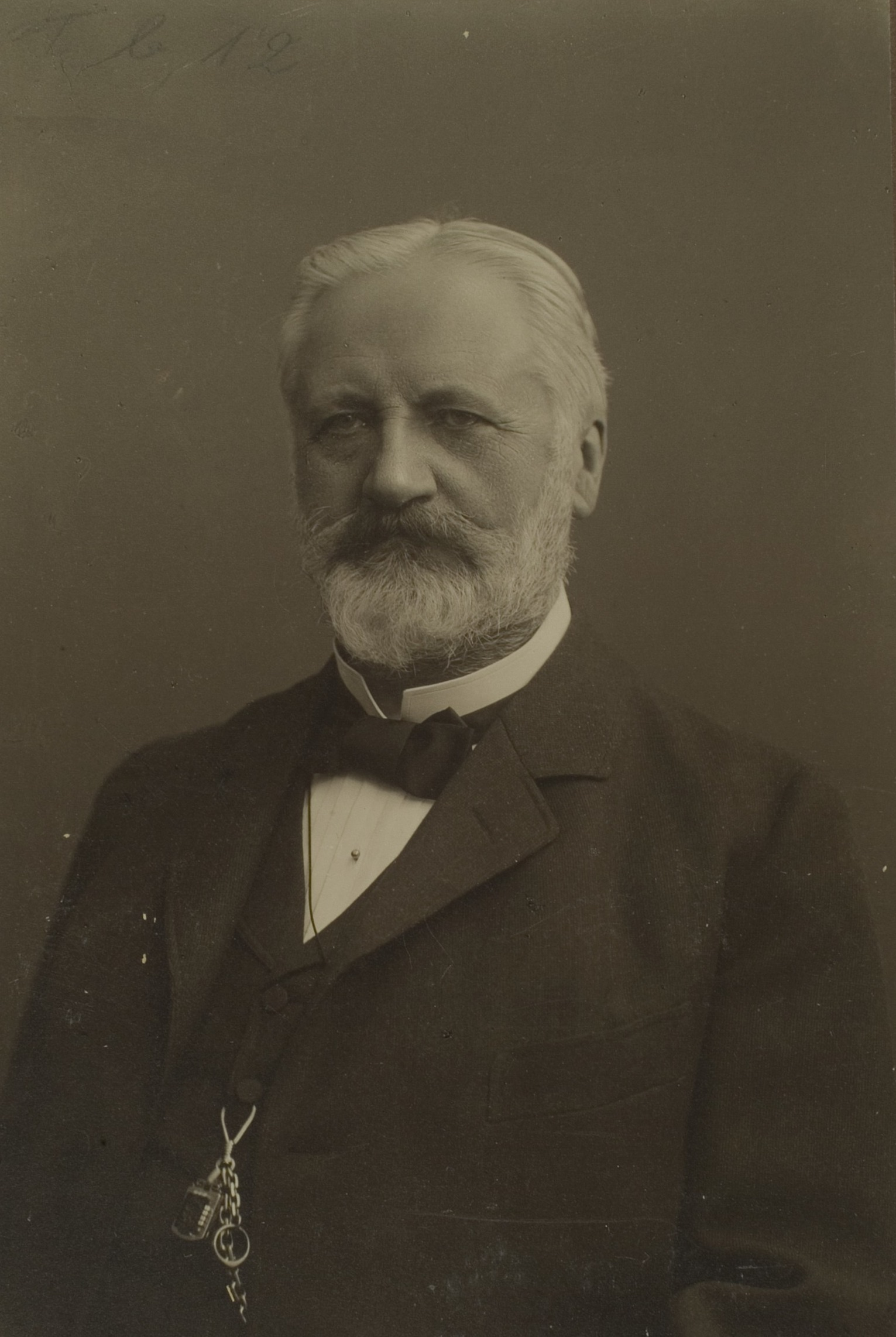
Ernst Immanuel Bekker (1899)

Ernst Immanuel Bekker (* 16. August 1827 in Berlin; † 29. Juni 1916 in Heidelberg) war ein deutscher Rechtswissenschaftler.

## Leben
Ernst Immanuel Bekker war Sohn des Altphilologen Immanuel Bekker. Er studierte Rechtswissenschaft an der Universität Heidelberg, wo er 1886 im Corps Saxo-Borussia Heidelberg recipiert wurde. Im Anschluss war er zunächst im allgemeinen Justizdienst beschäftigt. 1853 habilitierte er sich an der Friedrichs-Universität Halle für Römisches Recht. Dort war er ab 1855 a.o. Professor, bis er 1857 als o. Professor an die Universität Greifswald berufen wurde. 1874 kehrte er schließlich nach Heidelberg zurück. 1886 wurde er Prorektor der Heidelberger Universität. 1908 wurde er emeritiert. In Heidelberg blieb er bis zu seinem Tode. Neben Arbeiten zum Römischen Recht verfasste Bekker vor allem philosophische Abhandlungen und naturwissenschaftliche Betrachtungen.

## Ehrungen, Mitgliedschaften
- Bayerische Akademie der Wissenschaften
- Heidelberger Akademie der Wissenschaften (1909)
- Charakterisierung als Wirklicher Geheimer Rat, Exzellenz
- Ehrenbürger von Heidelberg (1899)

## Schriften (Auswahl)
- Die prozessualische Konsumption, 1853.
- Von deutschen Hochschulen Allerlei: was da ist und was da sein sollte, 1869.
- Die Aktionen des römischen Privatrechts, 1871–1873.
- Das Recht des Besitzes bei den Römern, 1880.
- System des heutigen Pandektenrechts, 1886–1889.
- Recht muss recht bleiben, 1896.
- Die Reform des Hypothekenwesens als Aufgabe des norddeutschen Bundes, Berlin 1867.
- Das Völkerrecht der Zukunft, Heidelberg 1915 (= Sitzungsberichte der Heidelberger Akademie der Wissenschaft - phil.-historische Klasse, 3).
- Grundbegriffe des Rechts und Missgriffe der Gesetzgebung, 1910 (Digitalisat).